# بلدية إسطنبول الكبرى
بلدية إسطنبول الكبرى (بالتركية: İstanbul Büyükşehir Belediyesi) هي مؤسسة حكومية مسؤولة عن الشؤون البلدية في إسطنبول، العمدة السابق المخلوع الذي تتم محاكمه بتهم متعددة هو أكرم إمام أوغلو، وهو عضو في حزب الشعب الجمهوري.

## الانتخابات المحلية

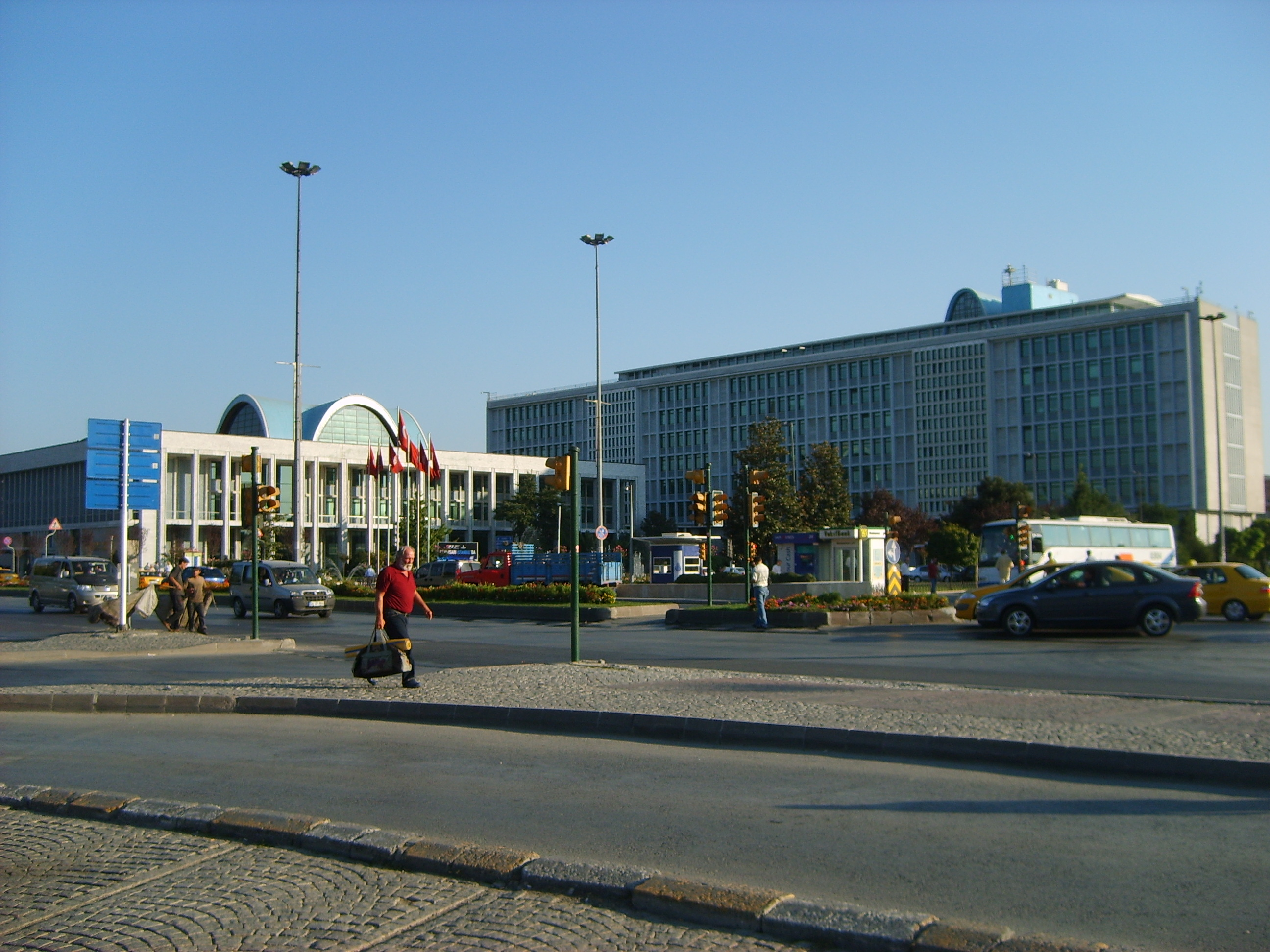
مبنى بلدية إسطنبول

| سنة        | رئيس البلدية     | حزب                          |
| 1984       | بدرتين دالان     | حزب الوطن الأم               |
| 1989       | نور الدين زوزين  | الشعبوي الديمقراطي الاجتماعي |
| 1994       | رجب طيب أردوغان  | حزب الرفاه                   |
| 1999       | علي مفيد كورتونا | الفضيلة                      |
| 2004       | قدير طوباش       | حزب العدالة والتنمية         |
| 2009       | قدير طوباش       | حزب العدالة والتنمية         |
| 2014       | قدير طوباش       | حزب العدالة والتنمية         |
| مارس 2019  | أكرم إمام أوغلي  | حزب الشعب الجمهوري           |
| يونيو 2019 | أكرم إمام أوغلي  | حزب الشعب الجمهوري           |